# To the Hilt
To the Hilt è un album in studio del gruppo musicale olandese Golden Earring, pubblicato nel 1976 dalla Polydor.

## Tracce
1. "Why Me?" - 3:08
2. "Facedancer" - 4:09
3. "To the Hilt - 3:07
4. "Nomad" - 7:06
5. "Sleepwalking" - 5:00
6. "Daddy's Gonna Save My Soul" - 4:15
7. "Latin Lightning" - 7:15
8. "Violins" – 10:21

## Formazione

### Gruppo
- George Kooymans - voce, chitarra
- Robert Jan Stips - tastiera
- Rinus Gerritsen -  basso
- Barry Hay - flauto, chitarra, voce
- Cesar Zuiderwijk –-batteria